# 中國香港排球總會
中國香港排球總會（Volleyball Association of Hong Kong, China），原名香港排球總會，是專門管轄香港排球、沙灘排球和軟式排球事務的組織。該組織前身為成立於1959年的港九排球聯會。中國香港排球總會是国际排球联合会、亚洲排球联合会和中國香港體育協會暨奧林匹克委員會的會員，旗下主要的本地比賽有香港公開排球錦標賽、香港馬拉松排球賽、沙灘排球錦標賽、沙灘排球巡迴賽、康文盃和迷你排球大賽等。
2023年6月28日，總會中文名正式由“香港排球總會”變更為“中國香港排球總會”。

## 屬會名單[3]
- 嘉碧排球隊	Capria Volleyball Team
- 振海聯盟	Cheer Alliance
- 青華排球會	Ching Wah Volleyball Club
- 荃青排球會	Chuen Ching Volleyball Club
- 龍隊排球隊	Dragon Volleyball Team
- 協興排球會	Hip Hing Volleyball Association
- 海聯排球會	Hoi Luen Volleyball Club
- 學餘排球會	Hok Yu Volleyball Association
- 香港中華排球會	Hong Kong Chinese Volleyball Association
- 香港消防體育福利會	Hong Kong Fire Services Sports & Welfare Club
- 國際排球會	International Volleyball Club
- 群力排球會	Joint Force Volleyball Club
- 福青體育會	Lucky Youth Sports Association
- 新青排球會	New Youth Volleyball Club
- 力克排球會	Niki Volleyball Club
- 警察排球會	Police Volleyball Club
- 天虹體育會	Rainbow Sports Club
- 蘇屋村排球會	So Uk Tsuen Volleyball Association
- 南華體育會	South China Athletic Association
- 德光體育會	Tak Kwong Sports Association
- 德明排球協會	Tak Ming Volleyball Association
- 聯合排球會	United Volleyball Association
- 華英排球會	Wa Ying Volleyball Association
- 華青體育會	Wah Ching Sports Association
- 英華排球隊	Ying Wa Volleyball Team
- 青年排球會	Youth Volleyball Association
- 元朗排球會	Yuen Long Volleyball Association
- 友聯排球隊
- 光大排球會

## 事件

### 大規模取消排球球會正式會員資格
2021年5月，香港排球總會突然取消5間排球球會的正式會員資格，包括仁濟排球會、力臻排球隊、青龍排球會、葵青女子排球隊和ALPS沙灘排球組織，使有關球會被迫轉回「準會員」。受影響會員將無法於預訂場地訓練上有優先權，導致有機會無法預訂場地，需要到偏遠的體育館訓練，到戶外「街場」練習甚至停操。香港排球總會於9月20日發聲明，指早於上屆董事局有會員投訴去年底排總通過5間排球球會成為正式會員，因此請求推翻有關決定，並由今屆董事局審理。5間排球球會發聯合聲明，逐點反駁排總聲明，表示成為正式會員屬合法決議，認為排總所說的大律師意見不應凌駕於會章，而且解釋決定的簡報會太短，同時不公開及透明，已去信排總要求公開所有文件。並質疑現有資源只有少部分分配到較高水平球隊，大部分球隊需自行爭取緊絀的訓練場地，但參與較低水平賽事的部分會員卻可享有資源及便利，資源分配上難免引起公眾疑慮。並重申對排總董事局的決定表示堅決反對，並將繼續就事件向相關機構申訴，要求董事局公開交代事件，以保障各個球會及運動員的基本權益。體育專員楊德強承認，如果沒有排總會籍，不會獲得政府資源，表示政府會向排球總會了解情況。事件最終遭競爭事務委員會作出調查。

## 資料來源
1. ↑  .   [2013-12-12]. （原始内容存档于2021-04-25）.
2. ↑  . 中國香港排球總會. 2023-07-04  [2023-07-05]. （原始内容存档于2023-07-05）.
3. ↑  .   [2021-09-22]. （原始内容存档于2021-06-29）.
4. ↑  . 立場新聞. 2021-09-20  [2021-09-26]. （原始内容存档于2021-09-26）.
5. ↑  . 眾新聞. 2021-09-23  [2021-09-26]. （原始内容存档于2021-09-26）.
6. ↑  . now新聞. 2021-09-25  [2021-09-26]. （原始内容存档于2021-09-29）.
7. ↑  . now新聞. 2021-09-23  [2021-09-26]. （原始内容存档于2021-09-30）.

## 外部連結
- 官方网站 （页面存档备份，存于）